# Yerseke
Yerseke (chiamato comunemente: Ierseke, in zelandese: Iese; 1566 km²; 6 500 abitanti circa) è un villaggio della provincia della Zelanda, nel sud-ovest dei Paesi Bassi, situato nella regione del Zuid-Beveland ed affacciato sulla Schelda orientale (Oosterschelde). Dal punto di vista amministrativo, si tratta di un ex-comune in un documento fatto redigere da Otto I nel 966, facente parte dal 1970 della municipalità di Reimerswaal.
È il principale centro europeo per la raccolta di mitili.

## Geografia fisica

### Collocazione
Yerseke si trova nella parte orientale della regione del Zuid-Beveland, a circa 15 km ad est di Goes.

### Suddivisione amministrativa
- Yerseke
- Yersekendam[1]

## Società

### Evoluzione demografica
Al 1º gennaio 2013, Yerseke contava una popolazione pari a 6 724 abitanti.
Al censimento del 2001, Yerseke contava invece 5 970 abitanti.

## Storia
L'attuale Yerseke sorse dopo il 1530-1532, dopo che delle inondazioni avevano fatto sprofondare l'originario villaggio, villaggio della città di Reimerswaal. Questo villaggio era probabilmente uno dei più antichi della zona (abitata sin dal VII-IX secolo): tale villaggio, chiamato allora Gerseka, è infatti menzionato per la prima volta con il nome di Gersika in un documento fatto redigere da Otto I nel 966.
Il 20 aprile 1816, con una decisione del consiglio dei nobili, la località, nota fino ad allora come Ierseke, fu chiamata definitivamente "Yerseke".

## Stemma
Lo stemma attuale risale al XVII secolo.
La parte superiore, di colore bianco e rosso vuole forse simboleggiare dei corsi d'acqua in un polder, mentre la parte inferiore riproduce lo stemma della famiglia De Vrieze, famiglia di artigiani di Oostende, Vinningen e Hoedekenskerke nota sin dal 1215.

## Economia
|  |

## Architettura
Yerseke conta 3 edifici classificati come rijksmonumenten.
Oltre che dallo stemma cittadino, vi si trovano edifici ornati da formelle recanti fiori o libri.

### Chiesa riformata
La chiesa riformata di Yerseke, classificata come rijksmonument, fu costruita in stile gotico nel XV secolo sulle rovine di un preesistente capitello.
La chiesa subì varie distruzioni: nel 1532 la navata fu distrutta da un incendio, mentre nel 1832 crollò il campanile.

### Oosterscheldemuseum
L'Oosterscheldemuseum è un museo ospitato nell'ex-municipio di Yerseke sin dal 1914. Vi si trovano attrezzi, barche, documenti, ecc. della città.

### Yerseke Moer
Yerseke Moer è una riserva naturale ad ovest del villaggio di Yerseke, formata da baie, insenature, pascoli e casolari.

## Feste ed eventi
- Mosseldag Yerseke, la giornata del mitilo, che si tiene ogni terzo sabato di agosto[1].